# Presserebelle.com
presserebelle.com (renegadepress.com) est une série télévisée canadienne en 52 épisodes de 24 minutes créée par Virginia Thompson et Robert de Lint et diffusée entre le 18 janvier 2004 et le 25 avril 2008 sur la chaîne APTN dans les deux langues, et rediffusée en anglais sur le réseau Global.
La série est doublée au Québec et diffusée à partir du 2 octobre 2004 sur TFO, puis à partir du 30 août 2006 sur VRAK.TV, et en France sur Filles TV.

## Synopsis
presserebelle.com suit le quotidien de deux jeunes qui ont décidé de créer un journal Internet pour parler des choses qui se passent réellement dans la vie des adolescents. On y parle du racisme, de la violence, de suicide, de drogues, de la liberté d'expression, etc. Les nouveaux personnages sont introduits fréquemment pour introduire des nouveaux sujets.

## Distribution
- Bronson Pelletier (en) (VQ : Hugolin Chevrette) : Jack Sinclair
- Ksenia Solo (VQ : Kim Jalabert) : Zoey Jones
- Ishan Davé (VQ : Philippe Martin) : Sandi Bhutella
- Ingrid Nilson : Patti
- Magda Apanowicz : Alex Young
- Rachel Colwell (VQ : Claudia-Laurie Corbeil) : Crystal Sinclair
- Lorne Cardinal (VQ : Sylvain Massé) : Wayne Sinclair
- Shawn Erker (VQ : Nicolas Charbonneaux-Collombet) : Oscar
- Dan MacDonald (VQ : Denis Roy) : Directeur/Principal Taylor

La série a été doublée dans les studios Studio St-Antoine de Montréal, au Québec.
 Source et légende : version québécoise (VQ) sur Doublage.qc.ca

## Épisodes

### Première saison (2004)
1. Au grand jour (Out in the Open)
2. Une vraie connexion (A Real Connection)
3. À ses risques et périls (Out on a Limb)
4. À fleur de peau (Skin Deep)
5. Trop cool (Too Cool)
6. Dur à tenir (Hard to Hold)
7. Certains de mes meilleurs amis sont Indiens (Some of My Best Friends Are Indian)
8. T’es mince à mourir (A Very Thin Edge)
9. Belle et juste cause (Just Cause)
10. Loin de la maison (The Long Way Home)
11. Secrets et mensonges (Secrets and Lies)
12. Corps et âme (Body and Soul)
13. Une toile de mensonge (A Tangled Web)

### Deuxième saison (2005)
1. Tout le monde à bord (The Ride)
2. Votre attention s’il vous plaît (Can You See Me Now)
3. En avant la musique (How Sweet the Sound)
4. Prêtes à tout (Giving Yourself Away)
5. L’union fait la force (Union)
6. L’amour avant tout (The Power of Love)
7. Un vrai homme (Mano a Mano)
8. Croyances et amitié (Faith and Friendship)
9. Mourir de solitude (Dying to Connect)

### Troisième saison (2006)
1. Solutions chimiques (Chemical Solutions)
2. De retour chez soi (Homeward Bound)
3. Un cerveau infesté d’amour (This Is Your Brain on Love)
4. La réserve (The Rez)
5. Vies volées (Stolen Lives)
6. Un honnête homme (The Naked Truth)
7. Images trompeuses (Picture This)
8. La danse (The Dance)
9. La peur (Fear)

### Quatrième saison (2007)
1. Rétrospective (The Retrospective)
2. Les règles du jeu (Rules of Engagement)
3. À feu doux (Slow Burn)
4. Écran de fumée (Smoke Screen)
5. Fierté municipale (Civic Pride)
6. La vérité vraie (The Real Story)
7. Héritages (Legacies)
8. La troisième roue (Third Wheel)
9. Une autre réalité (Alternate Reality)
10. L’antidote miracle (The Fix)
11. De l’air (Breathe)
12. Tristouillette16 (Sullengirl16)
13. Trou de mémoire (Getting It Right)

### Cinquième saison (2008)
1. Mémoire en fuite (Life Today)
2. Cyberintimidation (Cyber Sandbox)
3. Le Pardon (Lost and Found)
4. La Dette (Reclamation)
5. Enfin chez soi (On My Own)
6. Beauté sans fard (Beautiful Girls)
7. Triste réalité (Reality Rites)
8. Pour l'amour de la danse (Dancing)